# Motmot cellut
El motmot cellut (Eumomota superciliosa) és una espècie d'ocell de la família dels momòtids (Momotidae) i única espècie del gènere Eumomota. Habita boscos i matolls des del sud de Veracruz i Tabasco fins a la Península de Yucatán i des de Chiapas cap al sud fins al centre de Costa Rica.